# Kozlany (Vysočina)
Kozlany é uma comuna checa localizada na região de Vysočina, distrito de Třebíč.